# Trichopteryx fastuosa
Trichopteryx fastuosa är en fjärilsart som beskrevs av Inoue 1958. Trichopteryx fastuosa ingår i släktet Trichopteryx och familjen mätare. Inga underarter finns listade i Catalogue of Life.

## Bildgalleri

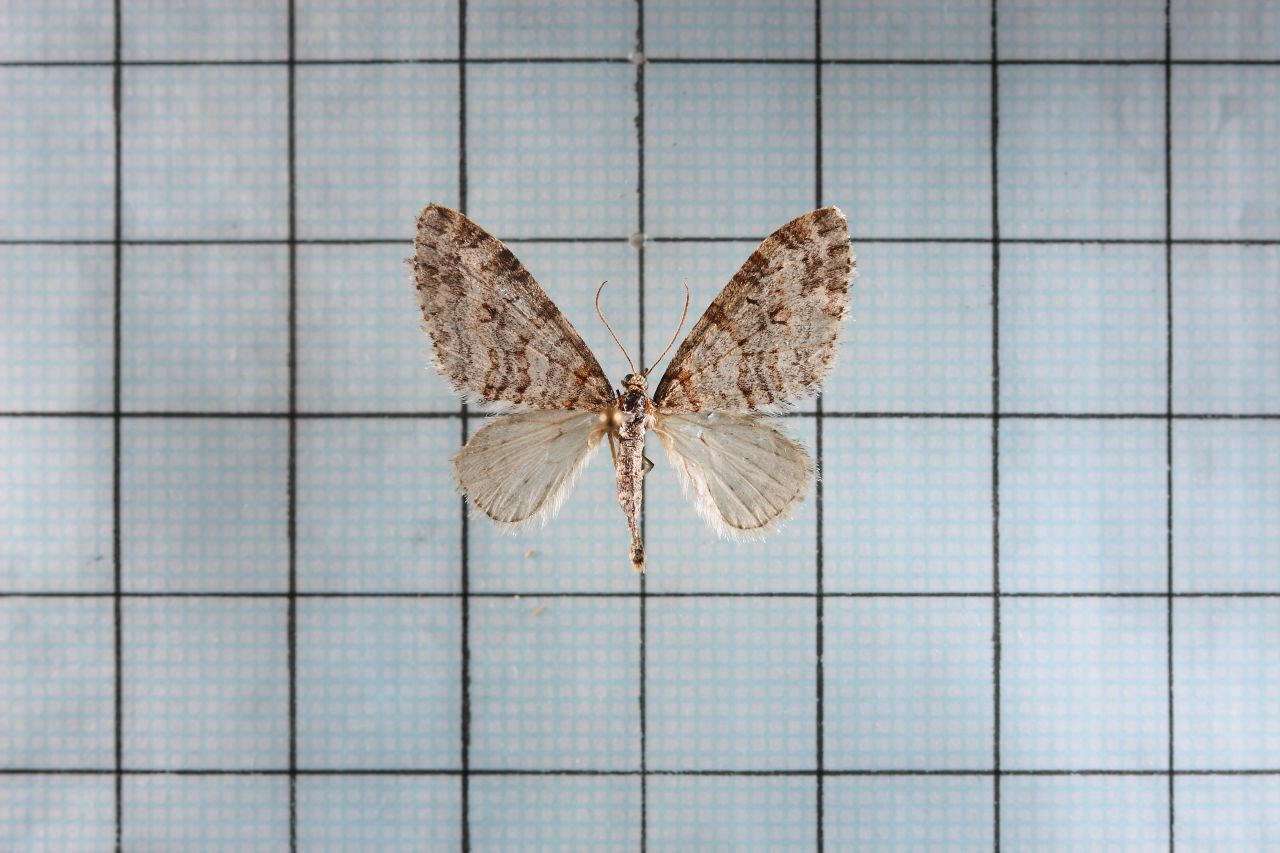